# Sendai 89ers
Los Sendai 89ers (en japonés 仙台89ERS) es un equipo de baloncesto japonés con sede en la ciudad de Sendai, en la prefectura de Miyagi, que compite en la B.League, la máxima competición de su país. Disputa sus partidos en el Xebio Arena Sendai, con capacidad para 5.700 espectadores.

## Historia
El club se fundó en 2005, y comenzó a competir en la desaparecida bj league, liga en la que participaron hasta la creación de la B.League en 2016, donde comenzó a competir en la B1, pero que descendió al finalizar la temporada, tras haber sufrido a lo largo de la misma la mayor racha de partidos perdidos de forma consecutiva, con 12. Tras cinco trmporadas en la segunda división, en la temporada 2021-22 lograron el ascenso de nuevo a la B1, tras acabar en la segunda posición, tras perder la final ante los Fighting Eagles Nagoya.

## Nombre y mascota

Tyna, la mascota de los 89ers.

El nombre del equipo, 89ers, en español "los del 89" hace referencia a la fecha de la adquisición del título de ciudad de Sendai, ocurrida el 1 de abril de 1889. El nombre del equipo está escrito en inglés como SENDAI EIGHTY NINERS , sin el guion entre EIGHTY y NINERS que se ve comúnmente en inglés, como forty-niners. El 1 de marzo de 2016, la empresa operadora, Sendai Sports Link Co., Ltd., cambió su nombre a Sendai 89ERS Co., Ltd., el mismo que el nombre del equipo.
La mascota se llama Tyna, y es un perro estilo anime con la camiseta con el número 89 a su espalda.